# Véronique Gallo
Pour les articles homonymes, voir Gallo.
Véronique Gallo, née le 27 octobre 1976 à Liège, est une humoriste, comédienne, autrice belge, créatrice de la série Vie de mère sur YouTube, RTL-TVI et sur Téva.

## Biographie
Véronique Gallo naît le 27 octobre 1976 à Liège. Sa mère est kinésithérapeute et son père est gérant de banque. Elle est élevée dans la religion catholique.
À 23 ans, elle se marie, et a son premier enfant.
En 2000 elle est professeure de lettres.
Ses fils l'incitent à lancer sa première « capsule », une séquence vidéo courte, à Pâques 2015.
Youtubeuse, humoriste et écrivaine, les spectacles de Véronique Gallo se construisent autour de la femme, de la vie de couple et de la vie familiale.

## Spectacles et youtube
- Vie de mère qui remporte le Prix de Nouveau Talent Web et le Prix du Public au Festival International du Programme Court d’Humour 2015[5]. Après avoir été diffusée sur Youtube, la série est diffusée sur la chaîne Téva[6]. Elle est composée d'épisodes de 3 minutes 30[7].
- Chacun sa place qu'elle interprète avec Catherine Decrolier et Jean-François Breuer[8].
- The One Mother Show[9],[6],[10].
- Vie de mère - saison 2 (60 épisodes) en cours de production[11].

## Télévision
- Vie de mère - saison 1 diffusée sur la chaîne Téva – 60 épisodes.
- Vie de mère - saison 2 (60 épisodes) en cours de production.

## Publications
- Tout ce silence, Paris, éditions Desclée de Brouwer, 2012, 110 p. (ISBN 978-2-220-06470-3)
- Pour quand tu seras grande, Paris, éditions Héloïse d'Ormesson, 2020, 176 p. (ISBN 978-2-35087-738-9)
- L'Entropie des sentiments, Paris, éditions Héloïse d'Ormesson, 2021, 240 p. (ISBN 978-2-35087-773-0)

## Distinctions
- 1er prix de Louvain-La-Neuve – 1999
- Finaliste du Prix Première (RTBF) - 2013 et du Prix des lycéens – 2014 en Belgique pour son premier roman Tout ce silence.
- Prix du public et Prix du jury au festival « Les Ecrans de l’humour » pour « Vie de mère » sur Youtube.